# I. Mikhaél bizánci császár

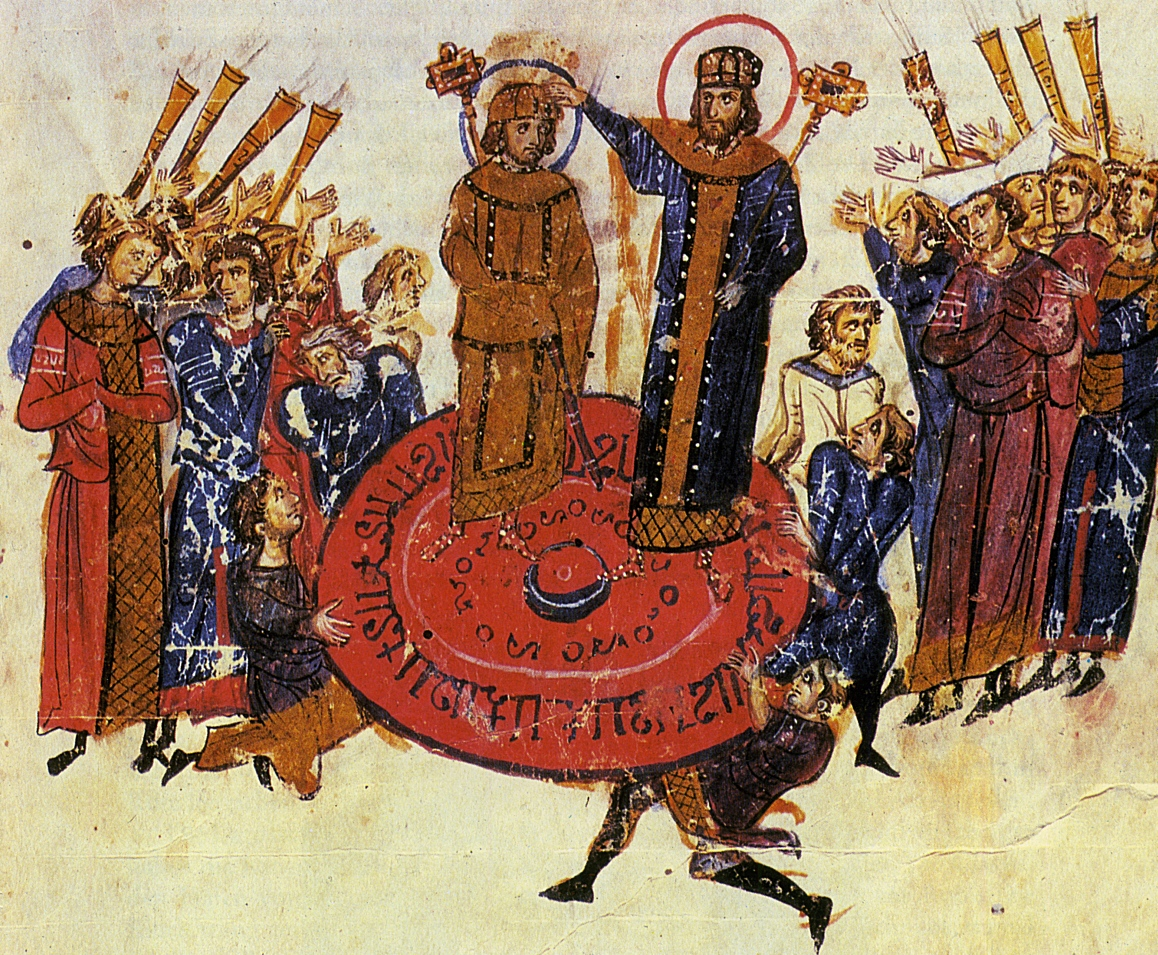
I. Mikhaélt pajzsra emelik a katonák (miniatúra Ióannész Szkülitzész madridi krónikájából)

I. Mikhaél (görögül: Μιχαήλ Α΄ Ραγκαβές, Mikhaél Rangabész, 782 – 844. január 11., uralkodott 811. október 2. – 813. július 11.) a Bizánci Birodalom császára, I. Niképhorosz veje és Sztaurakiosz sógora volt.

## Trónra jutása
Mikhaél atyja, Theophülaktosz Rhangabé az égei-tengeri bizánci flotta főparancsnoka volt, Niképhorosz pedig Prokópia nevű lányát adta hozzá, és kuropalatészi rangra emelte. Apósa halála és sógora bolgárok elleni csatában elszenvedett sérülése után a pátriárka és számos tiszt támogatta trónigényét, de Theophanó császárné is régensi babérokra tört, így a korona átvétele elhúzódott. Mikhaélt végül a nép, a hadsereg, a szenátus és a pátriárka október 2-án császárrá kiáltotta ki a Hippodromban, Sztaurakiosz pedig egy kolostorba vonult meghalni.

## Uralkodása
A képtisztelő Mikhaél uralkodása alatt szakított elődei pénzügyi szigorával és takarékossági intézkedéseivel, és bőséges adományokkal halmozta el az egyházat és híveit. Még a fanatikus, a moikheia-vita kapcsán államhatalomtól elszakadó szerzeteseket (zélóták) is sikerült megbékíteni a 809-es zsinat döntéseinek megváltoztatásával.
Elődjeivel ellentétben Mikhaél nem utasította el Nagy Károly követeit, sőt 812-ben Aachenben még császárnak is elismerte a frank uralkodót – igaz, nem a rómaiak császárának, így a koncepciónak megfelelően továbbra is Bizánc maradt egymaga az Imperium. A barátságos gesztusra egyébként Velence és Isztria elvesztése és a fenyegető balkáni helyzet sarkallta.
A váratlan 811-es győzelmet követően Krum bolgár kán folyton a bizánci területeket dúlta. 812 tavaszán elfoglalta Develtosz erődjét, lakóit deportálta, és megfutamította a többi határváros lakosságát is. Miután a császár habozott elfogadni a bolgár ultimátumot, a kán novemberben elfoglalta Meszembria fekete-tengeri kikötővárosát, ahol óriási arany- és ezüstkészleteket zsákmányolt – jó adag görögtűz-alapanyaggal együtt. Az eset megosztotta az elitet. Mikhaél és I. Niképhorosz pátriárka a kiegyezést, a zélóta Theodór Sztuditész azonban az ellencsapást szorgalmazta. Végül ez utóbbi párt vitte keresztül akaratát.
A csatára júniusban került sor Hadrianopolisz közelében, Verszinikia mellett. A jól szervezett és felszerelt bizánci had sokáig várakozott, hasonlóan a bolgár haderőhöz, mígnem végül Makedónia és Trákia sztratégosza rohamra nem indult. A képrombolást szívügyüknek tekintő anatóliai csapatok azonban ahelyett, hogy utánuk indultak volna, hirtelen megfutamodtak az Anatolikon thema parancsnoka, León vezetésével. A katasztrofális vereség hatására Mikhaél és a képtisztelők helyzete megingott, végül július 11-én León vette át a helyét.
Mikhaél még sokáig élt. Próte szigetére száműzték, ahol szerzetesként halt meg 844. január 11-én. Prokópiától házasságuk alatt legalább 5 gyermeke született. Az egyik fia, Ignátiosz később (847–858, 867–877) konstantinápolyi pátriárka lett.